# Homolka (rybník)
Homolka (někdy také Chaťák) je jedním z historických pražských rybníků, který náleží k soustavě Milíčovských rybníků. Je součástí přírodní památky Milíčovský les a rybníky v přírodním parku Botič-Milíčov. Na jeho hrázi je alej 12 památných letních dubů.

## Historie a zajímavosti
Podle stáří dubů na hrázi vznikl rybník Homolka spolu s navazujícími rybníky na začátku 18. století. Do soustavy rybníků na Milíčovském potoce patří ještě Milíčovský rybník, Kančík, Vrah a Šáteček (nebo Šátek, v Petrovicích).
Z přírodovědného hlediska je Homolka spolu s přilehlými mokřady z těchto rybníků nejzajímavější, také proto, že od odbahnění a rekonstrukce v letech 2012–2013 už je bez rybářského obhospodařování (vždy po třech letech se vypouští a nežádoucí druhy ryb se odloví).
Botanicky významné jsou u poměrně členitého břehu zejména porosty orobince úzkolistého, zblochance vzplývavého a ostřice štíhlé, vyskytují se tu i trsy kosatce žlutého. Při průzkumu v roce 2005 bylo zjištěno 337 druhů motýlů vázaných na pobřežní vrbový porost. Na jednom z dubů na hrázi se vyskytuje tesařík obrovský. Lokalita je také důležitá pro rozmnožování obojživelníků (např. na jaře 2013 tu byl zaznamenán tah několika stovek ropuch).

## Galerie

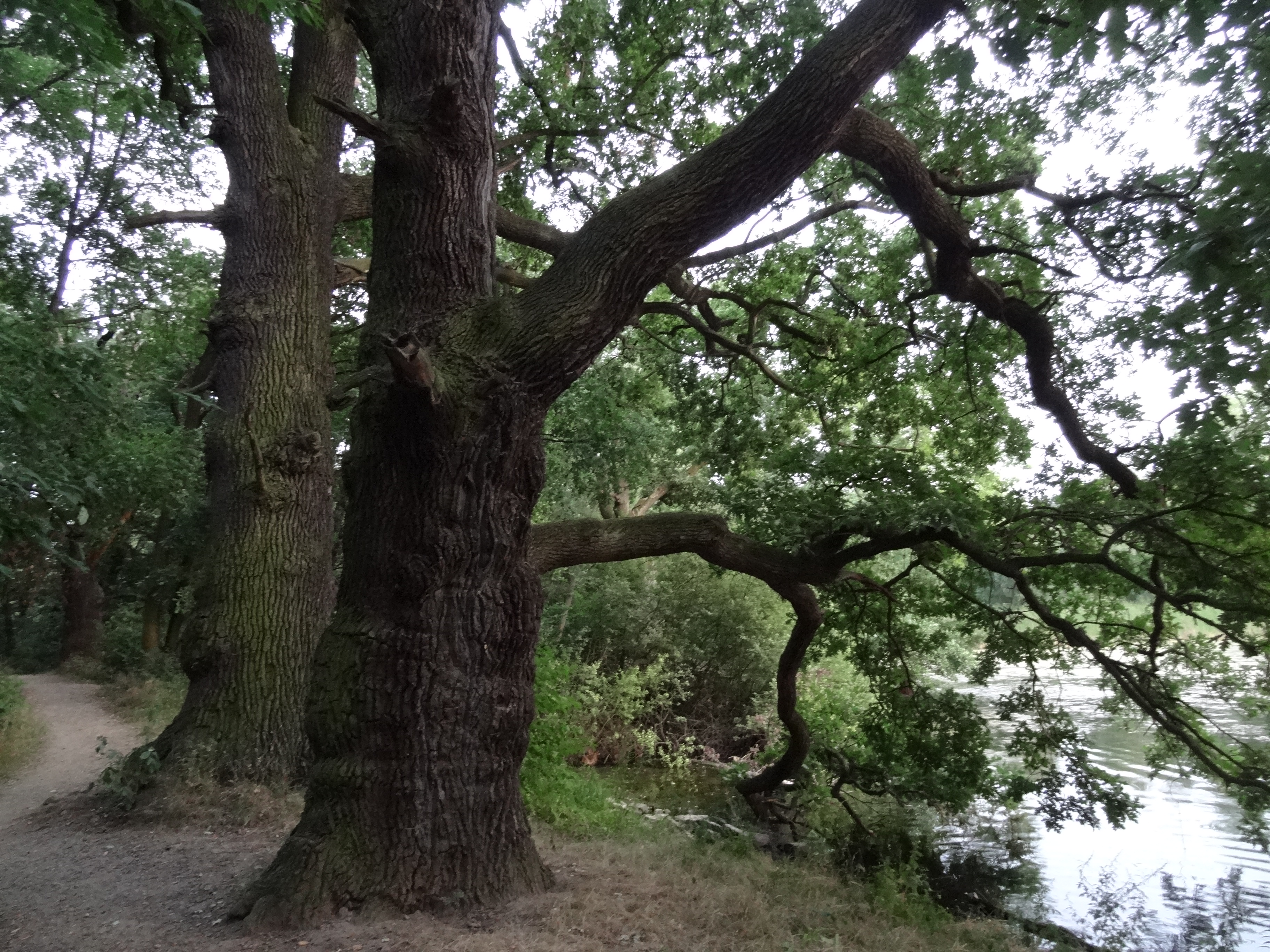
Duby na hrázi
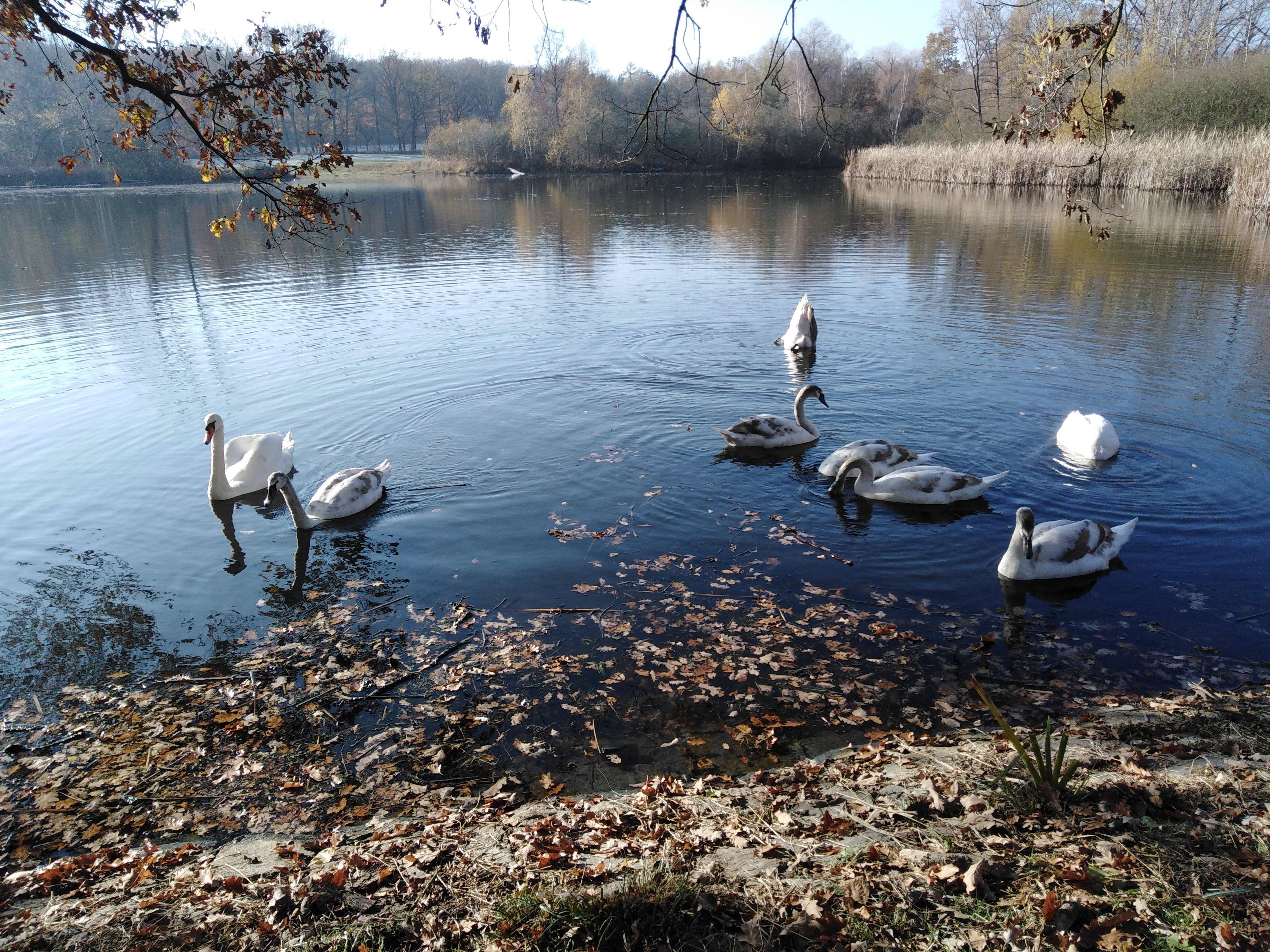
Homolka je oblíbeným hnízdištěm labutí (zima 2018)